# Transvestitischer Fetischismus
Als Transvestitischer Fetischismus oder Fetischistischer Transvestitismus wird eine Form des sexuellen Fetischismus bezeichnet, bei dem das Tragen von Bekleidung eines anderen Geschlechts das Objekt der Erregung ist. Er ist zu unterscheiden vom Transvestitismus als Ausdruck der Geschlechtsidentität. 
Noch im ICD-10 wurde er als Paraphilie unter dem Code F65.1 geführt. Er wurde ausschließlich dann als psychische Störung diagnostiziert, wenn die Betroffenen darunter litten. Die Diagnose war jedoch umstritten, da die meisten Betroffenen ein ganz normales Leben führen. Im ICD-11, der am 1. Januar 2022 in Kraft trat, wurde transvestitischer Fetischismus dann nicht mehr als Störungsbild genannt.
Die Termini Transvestitischer Fetischismus bzw. fetischistischer Transvestitismus (und gelegentlich auch unpräzise – da Crossdressing nicht per se mit sexueller Erregung einhergeht – nur Transvestitismus) werden auch als Bezeichnung für jegliche sexuelle Handlung oder Erregung gebraucht, bei der Kleidung eines anderen Geschlechts beteiligt ist. In diesem Falle muss man zwischen unterschiedlichen Motivationen unterscheiden, die sich im Einzelfall wiederum überschneiden können:
- Er kann Teil eines sexuellen Spiels, beispielsweise eines Rollenspiels sein, ohne dabei Fetischcharakter zu haben.
- Er kann Ausdruck eines klischeehaften Rollenverständnisses der Geschlechtsrollen sein, so kann in einem BDSM-Spiel der unterlegene männliche Partner zur Demütigung Frauenkleider anziehen müssen; dies wird oft Forced Feminization oder Petticoating genannt.
- Transpersonen, also Menschen, deren Geschlechtsidentität mindestens teilweise von ihrem zugewiesenen Geschlecht abweichen, leben dies auch in sexuellem Kontext aus.